# Кавакурта
Каваку̀рта (на италиански: Cavacurta, на западноломбардски: Cavacurta, Кавакюрта) е село в Северна Италия, община Кастелджерундо, провинция Лоди, регион Ломбардия. Разположено е на 60 m надморска височина.